# 朝食クラブ

2013年3月8日、アメリカ合衆国メリーランド州ので、新設された「国際学校給食デー」の行事として、教室で朝食を食べる子どもたち。このメリーランド州の学級は、スコットランドのエアシャーの学校とビデオ会議で結ばれており、スクリーン上にはスコットランド側の子どもたちが昼食をとる姿も映っている。

朝食クラブ（ちょうしょくクラブ、英語: school breakfast club）は、授業期間中の学校で、授業の始業前に、子どもたちに健康的な朝食を安全な環境で与える取り組み。イギリスではこうした事業を、一般的に「ブレックファスト・クラブ (breakfast club)」と称しており、日本語では「朝食クラブ」として紹介されている。
朝食クラブは、児童の学業成績にも振る舞いにも一般的に良い影響があり、特に両親が通常の食事を与えられないような家庭の子どもたちに役立っている。しかし、イギリスでも世界各地でも、昼食の学校給食に比べると実施されている例は少ない。2013年当時、イギリスで朝食クラブへのアクセスが可能であった児童は、全体の半数ほどにとどまっていた。
朝食クラブへの参加は義務ではなく、多くの両親たちは子どもたちに家庭で朝食を与える方を好む。朝食クラブは、学校が直営していることもあるが、地域のコミュニティが運営している場合もある。朝食クラブは、学校内に設けられるのが最も一般的であるが、教会やコミュニティの集会所、あるいは商業施設に場所を設けることもある。特定のひとつの学校に限らず、複数の学校の生徒たちに開かれている朝食クラブもある。

## イギリス

### 歴史
イギリスで、朝食クラブが導入されたのは1990年代であったが、そのきっかけは子どもの栄養状態への懸念だけでなく、早朝から子どもたちを預けられる人の目が届く場所を求める親たちから声があった。性役割などの変化や、職場からの要求の高まりに伴い、学校の始業まで子どもたちの面倒を見ることができない女性の数はいよいよ増加している。1999年の時点で、イギリスには700か所以上の朝食クラブが運営されていた。2006年後半から始まった食料価格の世界的な高騰の後、新たに朝食クラブを開設する動きが高まったが、その背景には、空腹を抱えて登校してくるため集中力が低下し、時には破壊的な振る舞いに至るような子どもたちの存在への認識が広まったこともあった。ケロッグ社が2011年に出したレポートによると、朝食クラブの数は2万か所にまで増加したものの、数千か所は、資金不足による閉鎖の危機に瀕した経験があるという。2013年に教員講師協会 (Association of Teachers and Lecturers, ATL) が552人の回答を得た調査では、回答者の半数強が、勤務校で朝食クラブが提供されていると答えた。
2017年イギリス総選挙における保守党のマニフェストには、すべての小学校の児童に無料の学校朝食を提供するとする公約が盛り込まれてきたが、この公約は2018年の時点で撤回された。それでも、朝食クラブの新設や既存のクラブへの支援のために2600万ポンドの追加資金が投じられ、政府はこの問題に取り組む姿勢を示している。

### 仕組み
朝食クラブについて、標準とされるモデルは存在していない。一部には、学校が直営し、学校の施設内で運営されているものもある。そのほかにも、地域コミュニティの団体や、営利事業者、教会などが運営している場合や、それら様々な組織が提携して取り組んでいる場合もある。クラブの中には、朝食を少額ながら有料とし、学校給食の給食費が免除になってる者についてだけ無料としているところもある。他方では、貧しい家庭の子どもたちが社会的スティグマに苦しめられないように、全ての子どもたちに朝食を無料で提供しているところもある。イギリスにおいて朝食クラブを運営するためのガイダンス、資金提供、その他の一般的な支援はカウンティ・カウンシルなど様々な情報源から得ることができ、慈善団体「マジック・ブレックファスト (Magic Breakfast)」、食品会社であるグレッグスやケロッグも情報を提供している。朝食クラブは、典型的な場合、45分から1時間15分程度の時間だけ営業しており、最初の授業が始まる前には終了となる
。朝食クラブのスタッフは、ボランティアで賄われていることもあるが、有給の職員がいる場合もあり、学校内で開設されるクラブの場合には、教員や支援職員が運営を監督することもある。

## アメリカ合衆国
近代において、学校での食事 (school dinner) を提唱した最も早い事例は、18世紀のランフォード伯爵ベンジャミン・トンプソンであった。学校での食事は、19世紀から20世紀に広まったが、提供されるのは昼食だけであるのが普通である。これを変えたのは、栄養の高い食材を調理せずに提供する1932年のオスロ朝食の導入であった。両大戦間期に世界的に有名になった「オスロ朝食」は、子どもたちの成長を促し、身長にして数インチの差を生じると言われた。同様の取り組みは、世界各国でも見られた。アメリカ合衆国で、児童生徒に朝食を提供する取り組みは、1966年に学校朝食計画が始まったことで、大きく前進した。

## 日本
日本でも、学校で朝食を提供する取り組みは散見されるが、もっぱら食育の観点からのものであり、貧困層支援という性格のものではなく、また、集団での食事ではなく、個別の生徒への対応となっているのが通例である。
日本では、朝食クラブと同じような役割を果たすものとして、学校外で、無料ないし安価に食事や団欒の場を提供する社会活動としての子ども食堂が2010年代以降広がりを見せている。

## 効用
朝食クラブは、両親が通常の朝食を提供できないような家庭の子どもたちに、特別な意義がある。朝食クラブは、短期的にも長期的にも子どもたちの健康状態の改善に役立つ。朝食を提供された子どもたちは、学習や操行において優位とされる。朝食クラブは、栄養バランスの良い食事を提供することで子どもたちの長期的な健康の改善にも役立つ。また、朝食クラブの二次的な効用として、出席率の向上、不利な状況に置かれている子どもたちが社会的に孤立することも予防、学校の始業前の1時間前後に大人の見守りを得られない子どもたちの保護といったものもある。教師たちの大多数は、学校での朝食が教育目標の達成に役立つものであるという見解をもっている。例えば、2013年に552人の教師を対象とした調査によれば、回答者のうち 387人 (71%) は朝食クラブが生徒たちの集中力を高めるのに有効だと考えており、好ましくない影響を与えると答えたのは 4人 (0.7%) であった。また、操行への影響を問うたところ、325人 (60.2%) は肯定的に考えているのに対し、11人 (2%) は否定的な影響があると答えた
アメリカ合衆国でもヨーロッパでも、20世紀以来、様々な研究成果によって、学校での朝食が生徒たちの教育上の参加度引き上げることが示されてきた。初期の研究は、その研究手法に対する批判がなされてきた。一部の研究結果からは、操行面での否定的影響も見出されており、一定の条件下では子どもたちの大多数がクラブに不満を覚えることも指摘されており、十分に目が行き届かないことでクラブが子どもたちにとって退屈しない程度に刺激的である状態が維持できなくなったり、利用者が貧しい子どもたちだけに制限されることで子どもたちの感情を害してしまうこともある。
教育基金財団 (Education Endowment Foundation, EEF) と教育省から資金援助を受けて、全国子ども協議会 (National Children's Bureau) と財政研究所 (Institute for Fiscal Studies) が取りまとめた2016年の報告書によると、学校における無料の朝食クラブは、子どもたちの学習成果を高め、その差は2か月分に相当するという。この研究によると、栄養のある朝食を食べることの効用だけでなく、クラブへの参加自体に効果があるという。